# Kladivoun obecný
Kladivoun obecný (Sphyrna zygaena) je velký druh žraloka z čeledi kladivounovitých. Na rozdíl od ostatních druhů žraloků z této čeledi preferuje vody mírného pásma. V létě kladivouni obecní migrují v chladných oceánských proudech směrem k pólům v hejnech o stovkách až tisících jedinců.
Tento druhý největší druh z čeledi kladivounovitých (po kladivounu velkém) může dorůst až do délky 5 metrů, obvykle však dorůstá délky 2,5-4 metry. Jde o dravce, živící se kostnatými rybami i bezobratlými živočichy. Větší jedinci si dovolí zaútočit i na jiné žraloky či rejnoky. Stejně jako ostatní druhy kladivounů je i kladivoun obecný živorodý. Samice rodí v jednom vrhu 20-40 mláďat.
Kladivoun obecný je stejně jako mnoho dalších druhů žraloků komerčně loven pro své ploutve, ceněné jako základní surovina pro žraločí polévku. Tento druh je vzhledem ke své velikosti pro člověka potenciálně nebezpečný a pravděpodobně má na svědomí několik útoků na lidi, ačkoliv se mohlo jednat o jiné druhy kladivouna vzhledem k jejich vzájemné podobnosti. Databáze ISAF Floridského muzea do roku 2009 eviduje 34 útoků žraloků rodu Sphyrna na lidi, z toho 17 nevyprovokovaných a 1 fatální (smrtelný).